# هان ام زه
هان ام زه (به آلمانی: Hahn am See) یک شهر در آلمان است که در وستروالدکرایس واقع شده‌است.